# 方朝宗
方朝宗（1425年—？），字朝宗，福建興化府莆田縣人，明朝政治人物。進士出身。

## 生平
福建鄉試第十六名。天順元年（1457年）丁丑科會試第二百二十九名，殿試登進士第三甲第六十六名。

## 家族
曾祖方大亨。祖父方孟章。父亲方鑾。